# Kihoku, Mie
Kihoku (japanska: 紀北町?, Kihoku-chō) är en landskommun (köping) i Mie prefektur i Japan.  